# 明登 (内华达州)
明登（Minden）位于美国内华达州西部，是道格拉斯县的县治。
根据2000年美国人口普查，共有2,836人，其中白人占94.04%、亚裔美国人占1.13%。
明登地名来自德国北莱茵-威斯特法伦州城市明登。